# Hypomyces cervinus
Hypomyces cervinus är en svampart som beskrevs av Tul. 1860. Hypomyces cervinus ingår i släktet Hypomyces och familjen Hypocreaceae.   Inga underarter finns listade i Catalogue of Life.